# 蓑輪幸
蓑輪 幸（みのわ さち、1996年1月20日 - ）は、日本の女子バレーボール選手。フィリピン出身。日本国籍取得以前の登録名はアライジャダフニ・サンティアゴ（旧本名はアライジャ・ダフニ・アントニオ・サンティアゴ〈Alyja Daphne Antonio Santiago〉）。

## 来歴
フィリピン・カヴィテ出身。13歳のころに姉のアレオナ・サンティアゴの影響を受けてバレーボールを始める。
2014年よりフィリピン代表。
フィリピンでのプレーを経て、2018年、埼玉上尾メディックスに入団。2019年、フィリピンスーパーリーガの大会に出場するため前所属のフォトン・トルネーズに一度復帰し、8月末に埼玉上尾と契約更新した。
2021-22シーズンにV1女子でブロック賞を受賞。2022-23シーズンはV1女子でベスト6を受賞した。
2022年8月に埼玉上尾のコーチを務めていた蓑輪貴幸と結婚。
2023年、2022-23シーズンをもって5シーズンにわたり所属した埼玉上尾メディックスを退団し、JTマーヴェラスに移籍した。新たな挑戦に向けての重い決断だと話していた。
2023-24シーズン、V1女子でチームの準優勝に貢献し、敢闘賞、スパイク賞、ブロック賞、ベスト6を受賞した。
2024年、女子日本代表チームの強化合宿に練習生としてバルデス・メリーサとともに参加した。
2024年8月16日、2024-25シーズンより選手登録名を「アライジャダフニ・サンティアゴ」から蓑輪 幸に変更することがJTより発表され、翌17日に本人がSNSで日本国籍取得を公表した。
2025年4月、2024-25シーズン限りで大阪マーヴェラス（旧JTマーヴェラス）の退団を発表。6月11日に自由交渉選手として公示。

## 球歴
- フィリピン代表 - 2014年 - 2022年[24]

## 受賞歴
- 2022年 2021-22 V.LEAGUE DIVISION1 WOMEN - ブロック賞、フェアプレー賞
- 2023年 2022-23 V.LEAGUE DIVISION1 WOMEN - ベスト6、フェアプレー賞
- 2024年 2023-24 V.LEAGUE DIVISION1 WOMEN - 敢闘賞、スパイク賞、ブロック賞、ベスト6

## 所属チーム
- ナショナル・ユニバーシティ
- PLDTホームテルパッドターボ（英語版） （2014-15年）
- フォトン・トルネーズ（英語版） （2015-2018年）
- 埼玉上尾メディックス（2018-2023年） #3
  -  フォトン・トルネーズ / チェリー自動車クロスオーバーズ （2019年、2021年）
- JTマーヴェラス/大阪マーヴェラス（2023-2025年）